# Пандан (растение)

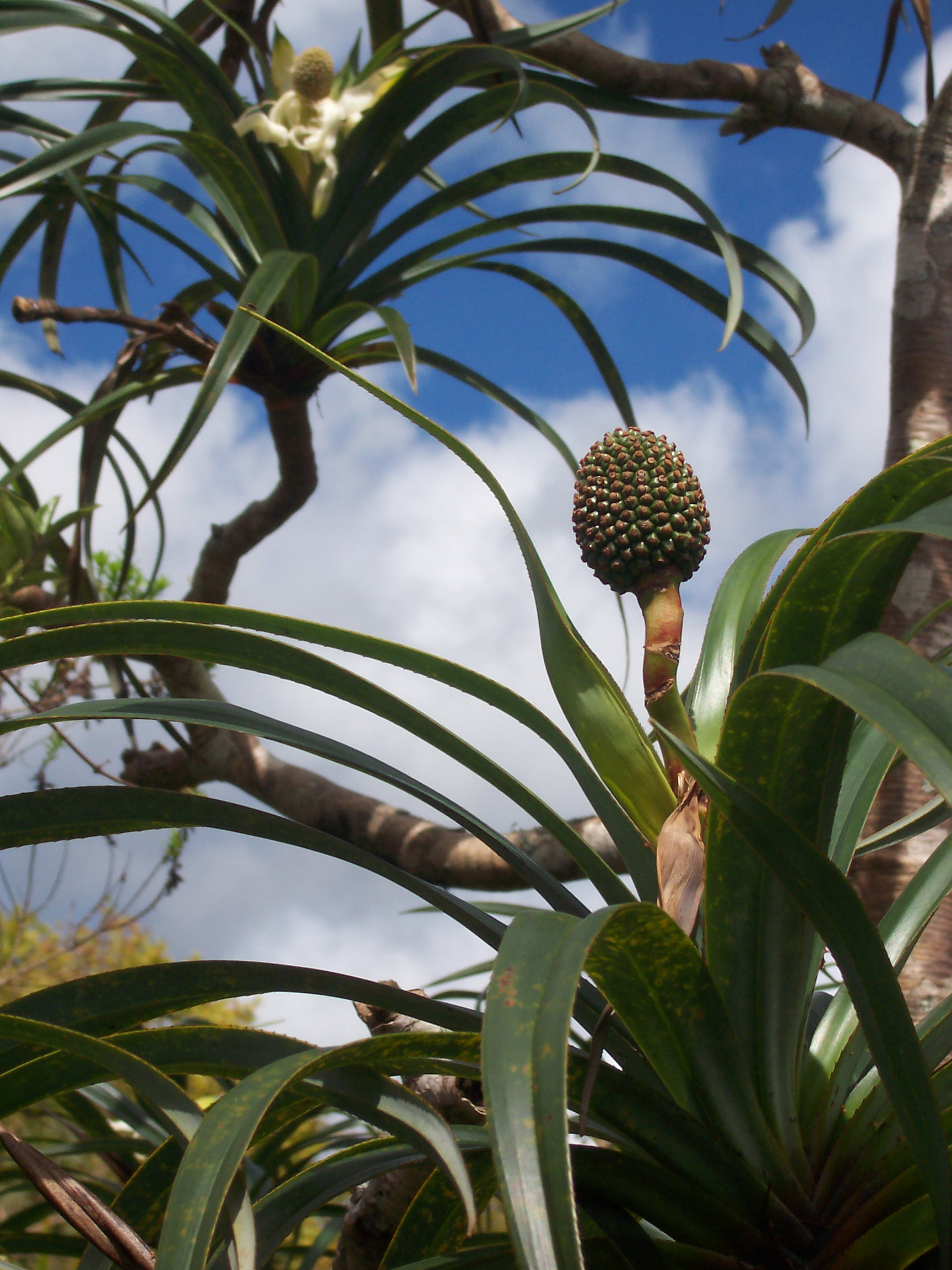
Pandanus montanus, эндемик острова Реюньон

Панда́н, или Панда́нус (лат. Pandanus), — род древовидных растений семейства Пандановые (лат. Pandanaceae).
Около 750 видов, встречаются главным образом в тропиках Восточного полушария. На Мадагаскаре встречается около 90 видов.

## Описание
Стволы разветвлённые длиной 10—15, иногда до 25 м. От стволов отходят придаточные (так называемые ходульные) корни, которые уберегают их от сильных, иногда ураганных ветров. Листья очень длинные и узкие, длиной 3—4 м и шириной 10—15 см, расположены в 2—4 спиральных ряда; на верхней стороне листья усажены многочисленными острыми иглами. Цветки однополые, собраны в початки или реже в метельчатые соцветия, без околоцветника.
Панданы приспособились к различным условиям. Они встречаются на морских побережьях, песчаном или каменистом грунте. На прибрежных дюнах и утёсах растения образуют труднопроходимые заросли. Некоторые панданы растут по берегам рек, на болотах, в сухих, горных и высокогорных лесах, на коралловых рифах, известняковых скалах, на склонах вулканов и по краю их кратеров.

## Применение
Плоды некоторых видов пандана идут в пищу. Жилки листьев используются как материал для плетения. Плоды, соцветия, листья и отвары из корней широко применяются в народной медицине, а также занимают важное место в местных колдовских обрядах. Некоторые виды — декоративные растения.

## Виды
Некоторые виды:
- Pandanus affinis Kurz
- Pandanus amaryllifolius Roxb.
- Pandanus atrocarpus Griff.
- Pandanus austrosinensis T.L.Wu
- Pandanus boninensis Warb.
- Pandanus butayei De Wild.
- Pandanus candelabrum P.Beauv. — Пандан канделябровый
- Pandanus conoideus Lam.
- Pandanus copelandii Merr.
- Pandanus dubius Spreng. — Пандан сомнительный
- Pandanus fibrosus Gagnep.
- Pandanus foetidus Roxb. — Пандан вонючий
- Pandanus furcatus Roxb. — Пандан вильчатый
- Pandanus graminifolius Kurz
- Pandanus helicopus Kurz ex Miq. — Пандан винтовой
- Pandanus humilis Lour.
- Pandanus julianettii Martelli — Пандан Джульянетти
- Pandanus labyrinthicus Kurz ex Miq. — Пандан лабиринтный
- Pandanus leram Voigt
- Pandanus linguiformis B.C.Stone
- Pandanus luzonensis Merr.
- Pandanus odorifer (Forssk.) Kuntze — Пандан ароматнейший
- Pandanus palustris Thouars — Пандан болотный
- Pandanus parvus Ridl.
- Pandanus peyrierasii B.C.Stone & Guillaumet — Пандан Пейрьера
- Pandanus polycephalus Lam. — Пандан многоглавый
- Pandanus princeps B.C.Stone — Пандан превосходный
- Pandanus pygmaeus Thouars — Пандан карликовый
- Pandanus simplex Merr. — Пандан простой
- Pandanus spiralis R.Br.
- Pandanus tectorius Parkinson ex Du Roi — Пандан кровельный
- Pandanus utilis Bory — Пандан полезный
- Pandanus vandermeeschii Balf.f.